# 溝口村
溝口村（みぞぐちそん）は、鳥取県日野郡にあった村。現在の西伯郡伯耆町の一部にあたる。

## 地理
大山の西側すそ野の端を流れる日野川の中流域右岸に位置していた。

## 歴史
- 1889年（明治22年）10月1日、町村制の施行により、日野郡大倉村、上野村、長山村、大江村、谷川村、溝口村、宮原村が合併して村制施行し、溝口村が発足[1][2]。旧村名を継承した大倉、上野、長山、大江、谷川、溝口、宮原の7大字を編成[2]。
- 1890年（明治23年）溝口区裁判所設置[2]。1913年（大正2年）廃止[2]。
- 1901年（明治34年）溝口警察署設置[2]（現黒坂警察署）
- 1914年（大正3年）2月1日、日野郡金岩村、栄村と合併し溝口村が存続[1][2]。大字岩立、金屋谷、白水、根雨原を継承し11大字となる[2]。
- 1931年（昭和6年）10月1日、日野郡旭村と合併し、町制施行し溝口町を新設して廃止された[1][2]。合併後、溝口町大字大倉・上野・長山・大江・谷川・溝口・宮原・岩立・金屋谷・白水・根雨原となる[2]。

### 地名の由来
昔川床が高く用水溝の口に位置したところからとの説あり。

## 産業
- 農業、林業[2]
- 産物：米、麦、大豆、栗、薪、炭、蔬菜[2]

## 交通

### 鉄道
- 1919年（大正8年）国有鉄道伯備線米子 - 溝口間開通[2]

### 道路
- 1930年（昭和5年）県道大山溝口線の改修が行われ釣橋（登山橋）架設[2]。

## 教育
- 1873年（明治6年）谷川村に谷川小学校開校[3]。1877年（明治10年）溝口村に移転し溝口小学校に改称[2]。1882年（明治15年）荘村・大阪・大倉・金屋谷・添谷の各小学校と統合し分校とする[2]。1887年（明治20年）溝口尋常小学校に改称[2]。1901年（明治34年）溝口高等小学校が開校し、1912年（明治45年）各村の尋常小学校に高等科併設され廃校となる[2]。